# 新別列齊克
49°31′36″N 36°10′6″E / 49.52667°N 36.16833°E
新貝雷齊克（烏克蘭語：Новоберецьке）是位於烏克蘭東部的村莊，由哈爾科夫州洛佐瓦區的阿列克西伊夫卡市鎮負責管轄。該村始建於1675年，面積1.07平方公里，海拔高度194米，2001年人口410，人口密度每平方公里383.5人。